# Deroplia lorenzoi
Deroplia lorenzoi là một loài bọ cánh cứng trong họ Cerambycidae.